# Mark Olson
Mark Olson, född 18 september 1961 i Minneapolis, Minnesota, är en amerikansk country- och rockmusiker. Han är känd som medlem i banden The Jayhawks och Original Harmony Ridge Creekdippers och som soloartist.

## Biografi
Olson blev först känd som gitarrist och sångare i alt-countrybandet The Jayhawks, som han bildade 1985 tillsammans med Gary Louris, Marc Perlman och Norm Rogers. Han skrev tillsammans med Louris merparten av gruppens låtar. Efter fyra album lämnade Olson 1995 bandet, som fortsatte utan honom.
1997 bildade Olson tillsammans med sin hustru Victoria Williams, även hon en respekterad singer-songwriter, och vännen Mike "Razz" Russel bandet The Original Harmony Ridge Creek Dippers. Samma år gav de ut sitt självbetitlade debutalbum. Efter ytterligare två album med gruppen skrev Olson det delvis självbiografiska albumet My Own Jo Ellen som gavs ut 2000 under namnet Mark Olson & The Original Harmony Ridge Creekdippers. 
Olsons verkliga solodebut kom 2007 med albumet The Salvation Blues. Han hade då året innan skilt sig från Williams. 2008 gav han tillsammans med Louris från Jayhawks ut albumet Ready for the Flood. Hans andra soloalbum, Many Colored Kite, gavs ut 2010.
I 2006 turnerade Mark Olson tillsammans med norska singer/songwriter Ingunn Ringvold i USA Europe och Australia. Paret är nu gifta och bor i Joshua Tree i Kalifornien.

## Diskografi
Album med The Jayhawks
- 1986 – The Jayhawks
- 1989 – Blue Earth
- 1992 – Hollywood Town Hall
- 1995 – Tomorrow the Green Grass
- 2011 – Mockingbird Time

Album med Original Harmony Ridge Creekdippers
- 1997 – The Original Harmony Ridge Creek Dippers
- 1998 – Pacific Coast Rambler
- 1999 – Zola and the Tulip Tree
- 2000 – My Own Jo Ellen (som Mark Olson & The Original Harmony Ridge Creekdrippers)
- 2002 – December's Child (som Mark Olson & The Creekdrippers)
- 2003 – Creekdippin' for the First Time (som Mark Olson & The Creekdrippers)
- 2004 – Mystic Theatre (som The Creekdippers)
- 2004 – Political Manifest (som The Creekdippers)
- 2008 – The Desert Field Recordings, Vol. 1
- 2008 – The Desert Field Recordings, Vol. 3: Zola and the Tulip Tree

Soloalbum
- 2007 – The Salvation Blues
- 2008 – Ready for the Flood (med Gary Louris)
- 2010 – Many Colored Kite

Album med Ingunn Ringvold
- 2014 – Goodbye Lizelle
- 2017 – Spokeswoman of the Bright Sun[9]
- 2020 – Magdalen Accepts the Invitation[10][11]